# Portable C Compiler
Portable C Compiler (de asemenea cunoscut ca pcc sau uneori pccm - portable C compiler machine) este printre primele compilatoare pentru limbajul de programare C scris de Stephen C. Johnson din laboratoarele Bell în mijlocul anilor 1970, bazat parțial pe idei propuse de Alan Snyder în 1973,
și "distribuit ca  compilatorul C de Laboratoarele Bell... cu binecuvântarea lui Dennis Ritchie."

## Funcționalități
Limbajul pe care PCC l-a implementat a fost o versiune extinsă  a K&R C pe care Bjarne Stroustrup a numit-o "C clasic", incorporând tipul de returnare void (pentru funcții care nu returnează nici o valoare), enumerări și atribuire de structuri.